# Isin

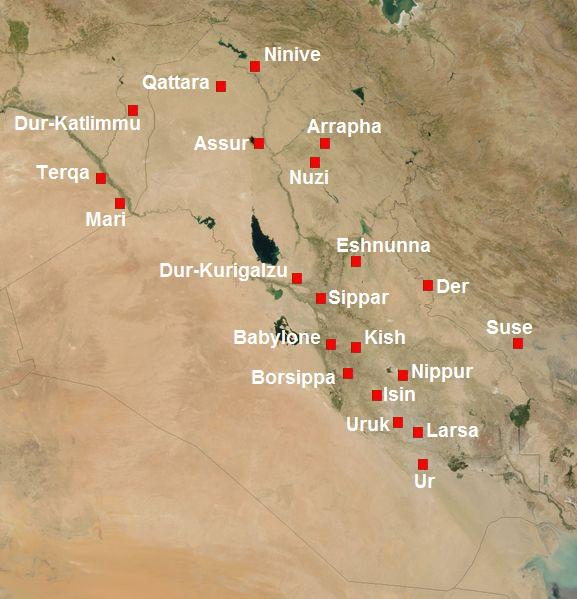
Mesopotamien 1000-talet f.Kr.

Isin var en forntida stad i nuvarande Irak.
Isin var en livaktig stadsstat redan under 2000-talet f.Kr., och kort efter sönderfallet av den tredje dynastin av Ur (2112-2004) blev staden säte för en mäktig kungadynasti. Denna dynasti inleder den s.k. Isin-Larsa-perioden (ca 2000-1750 f.Kr.) av Mesopotamiens historia.
Vid tiden för den sista sumeriska dynastin i staden Ur omkring 2000 f.Kr. blir staden en tillflyktsort för Ishbi-Erra, en ämbetsman från Ur, undan den elamitiska invasionen. Ishbi-Erra grundar en ny kungadynasti i staden som för de kommande två århundradena tävlar bl.a. med staden Larsa över kontrollen av södra Mesopotamien. Slutligen erövras stadsstaten av nämnda konkurrent.
Isin har grävts ut av amerikanska och tyska arkeologer. Ett av de viktigaste fynden från utgrävningarna är kung Lipit-Ishtars lag från omkring 1900 f.Kr.

## Historia
Isin var bebott sedan åtminstone 2000-talet f.Kr, men kan ha grundats redan under Ubaid perioden (cirka 6500-3800 f.Kr.). Kilskrift från Ubaidperioden har hittats men staden Isin i sig omnämns inte i skrivna källor förrän det nysumeriska riket (cirka 2112-2004 f.Kr.). När det nysumeriska riket under Urs tredje dynasti började falla samman på grund av invaderande elamiter uppstod ett maktvakuum som de andra stadsstaterna i södra Mesopotamien skyndade sig i att försöka fylla. Ibbin-Sin som var den siste konungen av Urs tredje dynasti saknade både resurserna och organisationen som krävdes för att stå emot Elam och en av hans ämbetsmän vid namn Ishbi-Erra flyttade från Ur till Isin. Där lät han sig krönas till kung och i ett av hans årsnamn står att han skall ha besegrat Ibbin-Sin i strid vilket tyder på att Isin under Ishbi-Erra gjort sig helt självständigt. 
Ishbi-Erra anses inte utgöra en del av Urs tredje dynasti även om han själv gjorde några försök att likställa sig med den. Detta var troligtvis för att rättfärdiga sitt eget härskarskap. Ishbi-Erra hade under sin tid som kung viss framgång med att utvidga Isins territorier. Han drev ut elamiterna ur Ur-området och tog därmed makten i de betydande städerna Ur och Uruk samt det religiöst viktiga Nippur. Dock lyckades han inte utvidga riket vidare då andra stadsstater så som Eshunna och Ashur  även de blivit självständiga och starka stater. 
Isin blomstrade i över 100 år och tempel samt andra stora byggnadsverk verkar ha uppförts. Edikter och lagar från perioden har hittats vid utgrävningar. Det centraliserade politiska förhållningssätt som varit gällande i Ur under nysumeriska riket fortsatte att användas med en stark centralmakt i Isin och guvernörer som hanterade provinserna. Isins största inkomstkälla var sannolikt handeln i persiska gulfen. 
Isins fall är till stor del okänt men vissa bevis kan kopplas ihop. Enligt nedskrivna källor verkar Isin haft stora problem med vattenförsörjning av staden. De verkar även ha drabbats av en statskupp när ämbetsmannen Gungunum som var guvernör i Larsa och Lagash förklarade sig självständig och erövrade Ur. Ur hade varit centra för Isins handel i persiska gulfen och att området gick förlorat lamslog rikets ekonomi. Gungunums båda efterträdare, Abisare (1905 f.Kr.) och Sumuel (1894 f.Kr.) , försökte skära av Isins kanaler genom att omdirigera dem till Larsa. Vid okänd tidpunkt skall även Nippur ha gått förlorat och cirka 1860 f.Kr. tog en man vid namn Enlil-bani makten i Isin. Enlil-bani verkar ha kommit från utlandet och det är oklart hur han gjorde sig till konung samt vart han kom ifrån. I och med hans tillträde av tronen var den dynasti som Ishbi-Erra grundat över. Isin överlevde som självständig stat i åtminstone 40 år till, dock var de både ekonomiskt och politiskt kraftigt försvagade. Till slut erövrades staten av Rim-Sin av Larsa.
När Babylonierna under Hammurabi tog makten i Mesopotamien verkar Isin ha restaurerats. men staden utsattes för förödelse under Samsu-ilunas tid som konung. Kassiterna lät på 1500-talet f.Kr. åter restaurera staden. På slutet av 1000-talet f.Kr, verkar det skett aktivitet i Isin under en assyrisk vasallkung vid namn Adad-apla-iddina (cirka 1068–1046 f.Kr.). Efter det nämns inte Isin mer. Det är oklart när staden övergavs.